# Vivian Ayres
Pour les articles homonymes, voir Ayres.
Vivian Ayres, de son nom complet Vivian Elizabeth Ayres Manrique, née le 29 juillet 1972, est une footballeuse péruvienne reconvertie en entraîneuse.

## Biographie

### Carrière en équipe nationale
Vivian Ayres dispute le Sudamericano Femenino en 1998. Elle y marque un but contre le Venezuela, le 8 mars 1998, lorsqu'elle ouvre le score à la 20e min (victoire 2-1). Le Pérou se hisse in fine sur le podium du tournoi (3e place).

### Carrière d'entraîneuse
Nommée sélectionneuse de l'équipe du Pérou en 2017, elle subit une cuisante défaite 12-0 face au Chili en match amical, le 28 mai 2017, à Santiago. En 2018, elle dirige l'équipe féminine U20 lors du championnat sud-américain des moins de 20 ans.

## Palmarès(joueuse)
| Pérou - Sudamericano Femenino : - Troisième : 1998. |  | Universitario - Meilleure buteuse historique (nombre de buts inconnu). |